# Max Willner
Max Willner (geboren 24. Juli 1906 in Gelsenkirchen; gestorben 20. Januar 1994 in Offenbach am Main) war ein bedeutender Repräsentant jüdischen Lebens in Deutschland nach dem Zweiten Weltkrieg und der Shoah.

## Leben

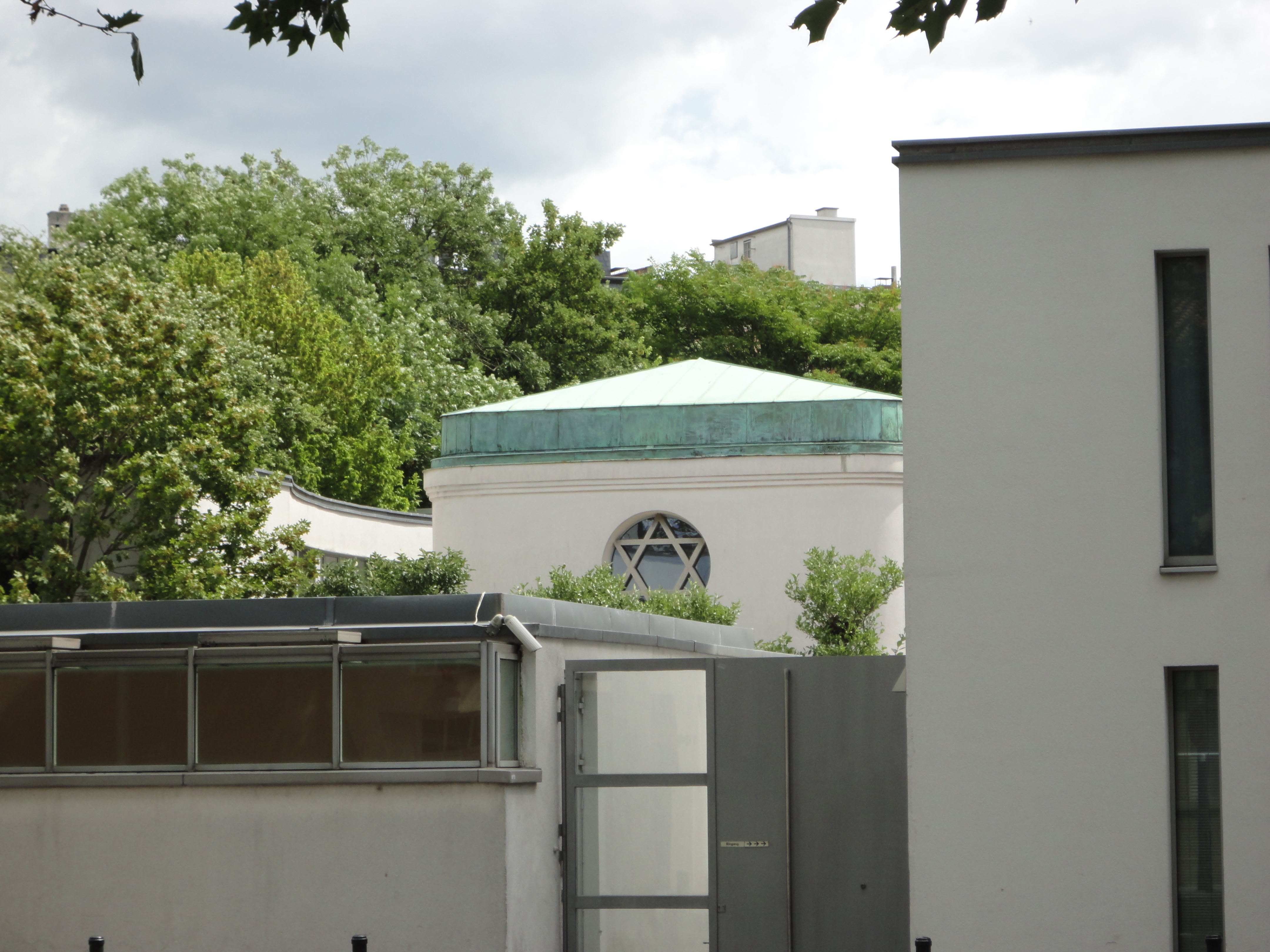
Neue Synagoge in Offenbach am Main, Heimatgemeinde Willners nach dem Zweiten Weltkrieg

Max Willner wurde am 24. Juli 1906 in Gelsenkirchen geboren. In den Jahren von 1939 bis 1945 durchlitt er die Konzentrationslager Sachsenhausen, Auschwitz, Flossenbürg und Dachau. Nach Kriegsende kam er 1945 nach Offenbach am Main und gründete mit einem ehemaligen Mithäftling die jüdische Gemeinde der Stadt neu und wurde deren erster Vorsitzender. Unter seinem Vorsitz eröffnete die Gemeinde im September 1956 nach zweijähriger Bauzeit einen Synagogenneubau; diese war die erste Synagoge in Hessen nach dem Holocaust und sollte das Symbol eines Neubeginns sein. Willner blieb zeit seines Lebens Vorsitzender der Gemeinde.
Ab 1954 war er bis 1957 Direktor des Landesverbandes der Jüdischen Gemeinden in Hessen. Ab 1983 bis zu seinem Tod im Jahr 1994 war er dessen Vorsitzender. Von 1979 an war er außerdem stellvertretender Vorsitzender des Zentralrats der Juden in Deutschland.
Ebenso war Willner mit an der Wiederbegründung der Zentralwohlfahrtsstelle der Juden in Deutschland beteiligt, deren Direktor er von 1960 bis 1979 war.

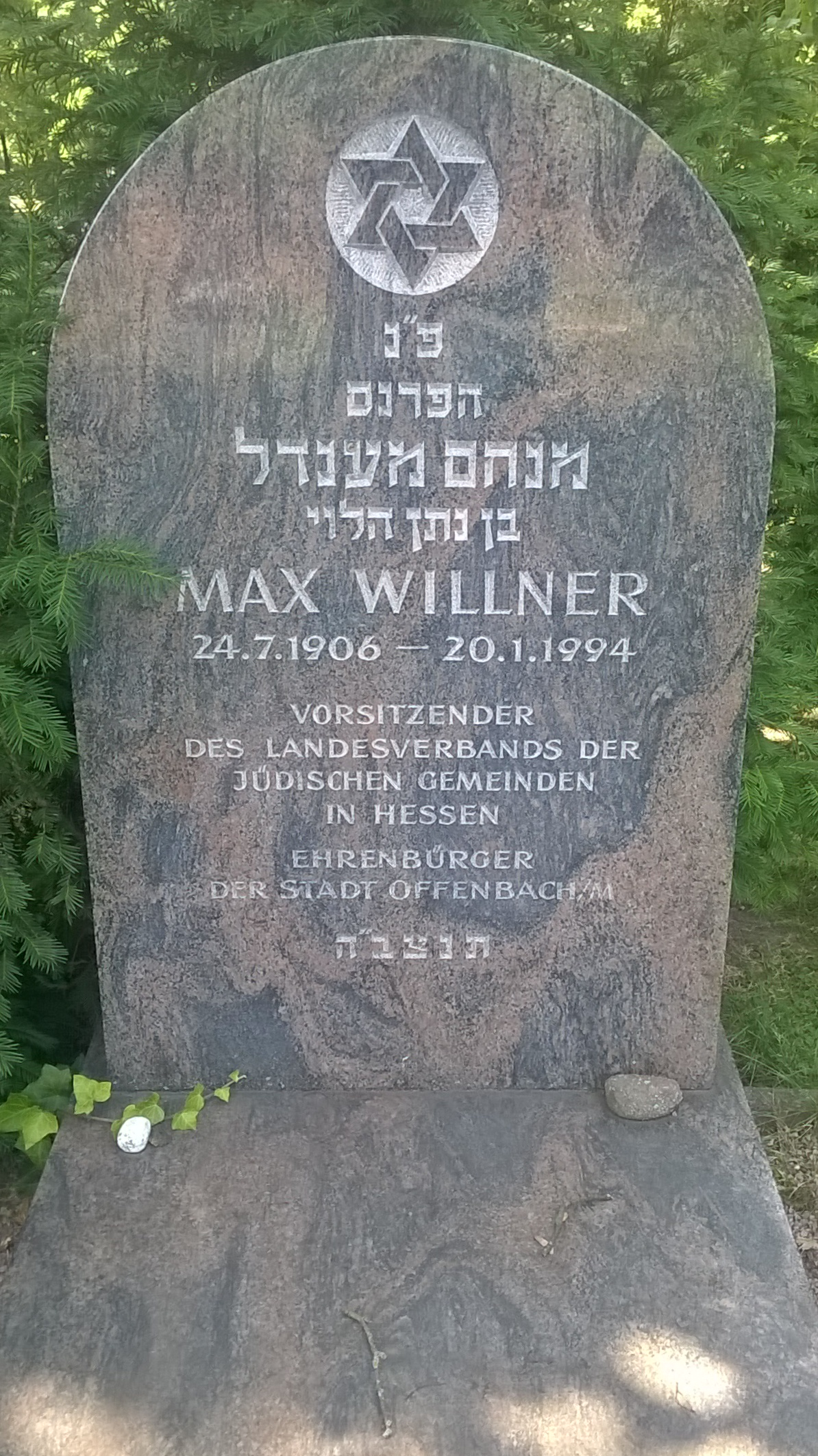
Grabstein von Max Willner auf dem Alten Friedhof in Offenbach am Main

Bei der Verleihung der Ehrenbürgerwürde Offenbach am Mains wurde er 1993 als „Mann der Versöhnung, des Ausgleichs und des Verständnisses“ gewürdigt.
Max Willner verstarb am 20. Januar 1994 in Offenbach am Main. Sein Grabmal befindet sich in Offenbach auf dem Alten Friedhof.

## Würdigungen

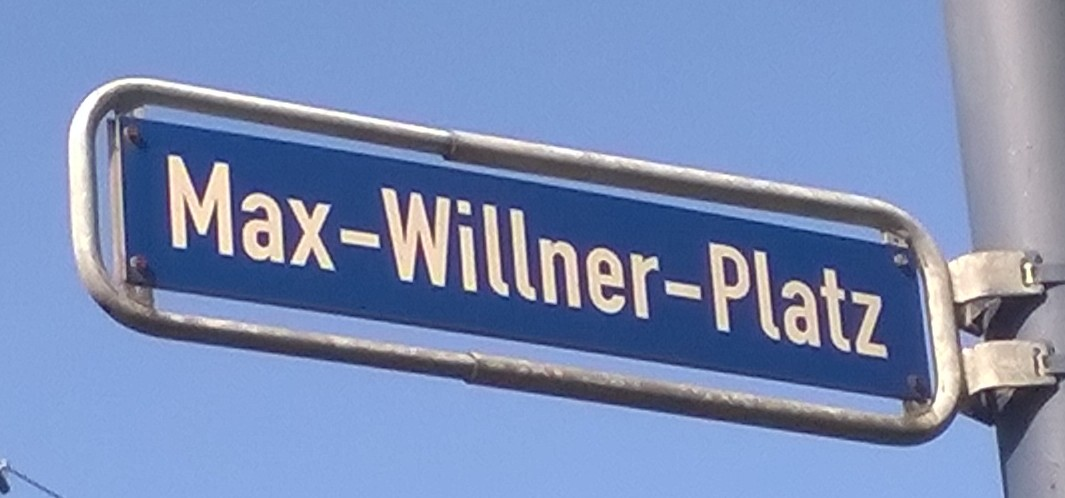
Straßenschild Max-Willner-Platz

- Träger des Hessischen Verdienstordens (verliehen am 12. September 1990)
- Ehrenbürgerwürde der Stadt Offenbach am Main (verliehen 1993)
- In Offenbach am Main wurde ein Platz nach ihm benannt (⊙)
- Die Zentralwohlfahrtsstelle der Juden in Deutschland benannte ihre Bildungs- und Freizeitstätte in Bad Sobernheim nach Willner[8]